# Saligny (Vendée)
Saligny ist eine ehemalige französische Gemeinde mit zuletzt 1.938 Einwohnern (Stand: 2013) im Département Vendée in der Region Pays de la Loire. Sie gehörte zum Arrondissement La Roche-sur-Yon und zum Kanton Aizenay (bis 2015: Kanton Le Poiré-sur-Vie). Die Einwohner werden Salignais genannt.
Mit Wirkung vom 1. Januar 2016 wurde Saligny mit Belleville-sur-Vie zu einer Commune nouvelle unter dem Namen Bellevigny fusioniert.

## Geographie
Saligny liegt am Fluss Boulogne. 

## Bevölkerungsentwicklung
| Jahr                      | 1962 | 1968 | 1975 | 1982 | 1990  | 1999  | 2006  | 2012  |
| Einwohner                 | 903  | 914  | 830  | 922  | 1.033 | 1.185 | 1.558 | 1.877 |
| Quelle: Cassini und INSEE |      |      |      |      |       |       |       |       |

## Sehenswürdigkeiten

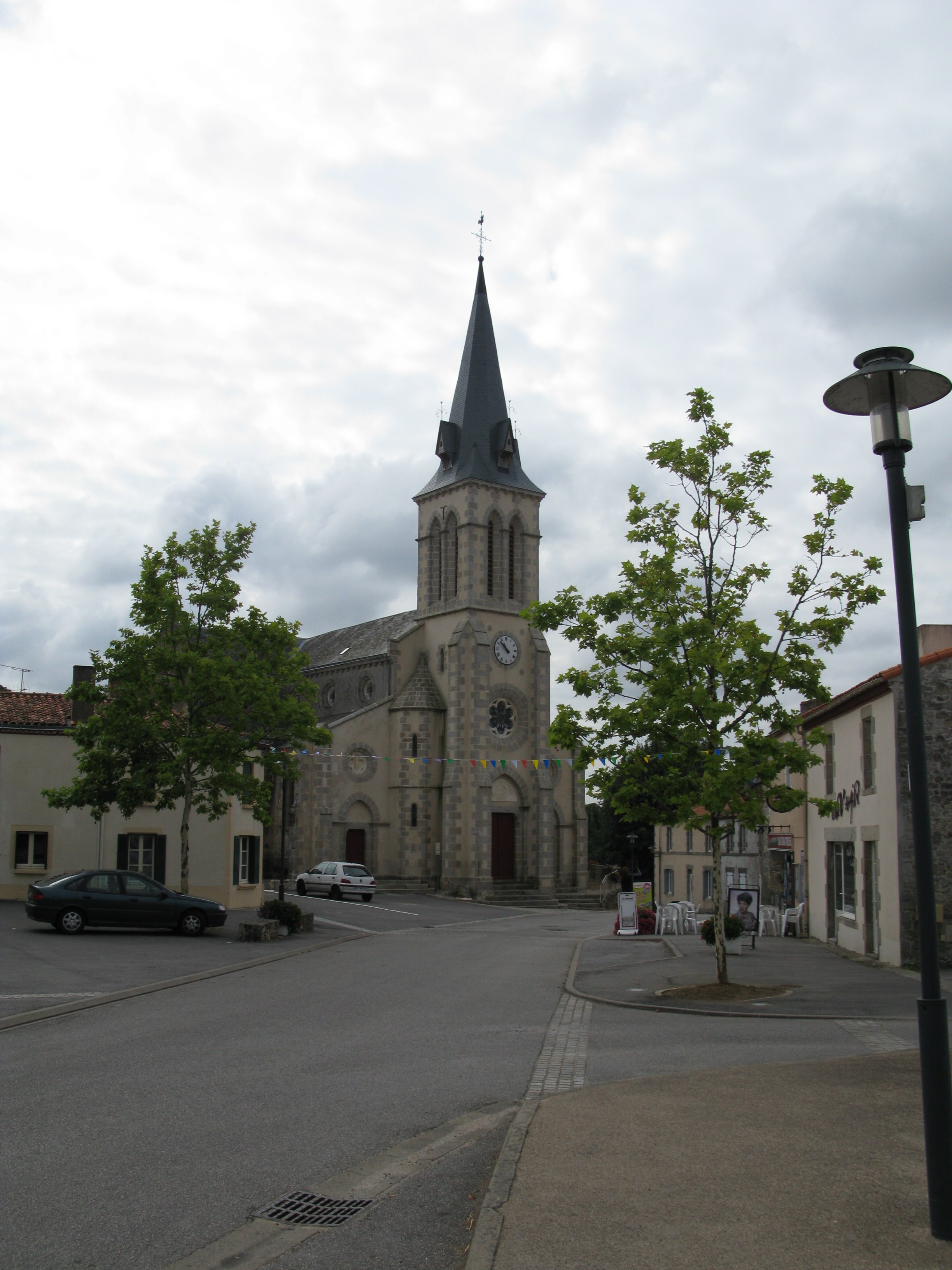
Kirche Mariä Himmelfahrt

- Kirche Mariä Himmelfahrt (Église Notre-Dame-de-l’Assomption), 1860 bis 1890 erbaut
- Alte Priorei aus dem Jahr 1639
- Festes Haus mit dem Turm La Rochette
- Wehrhaus La Mortayère aus dem Jahr 1650